# Niels Martin
Niels Martin (Bornem, 20 juni 1991) is een Belgisch voetballer die onder contract staat bij SC Eendracht Aalst.

## Carrière
Martin genoot zijn jeugdopleiding bij onder meer K Eendracht Opstal, KSC Lokeren en CD Tenerife. In 2009 verliet hij Tenerife om een profcontract bij Antwerp FC te tekenen. Op 23 januari 2010 maakte Martin zijn competitiedebuut voor Antwerp in een wedstrijd tegen RAEC Mons. Begin 2012 verliet hij Antwerp FC voor vierdeklasser Berchem Sport. Een half jaar later keerde hij terug naar Tweede Klasse waar hij tekende bij Eendracht Aalst.

## Statistieken
| Club               | Seizoen | Competitie    | W  |   |
| ------------------ | ------- | ------------- | -- | - |
| Antwerp FC         | 2009/10 | Exqi-League   |    |   |
| Antwerp FC         | 2010/11 | Exqi-League   |    |   |
| Antwerp FC         | 2011/12 | Exqi-League   | 2  | 0 |
| Berchem Sport      | 2011/12 | Vierde Klasse |    |   |
| SC Eendracht Aalst | 2012/13 | Exqi-League   | 32 | 4 |
| SC Eendracht Aalst | 2012/13 | Exqi-League   | 16 | 1 |
| Totaal             | Totaal  | Totaal        | 50 | 5 |

Bijgewerkt: 01/08/2014
1 Van den Noortgaete ·
2 Kompany ·
3 Vanbelle ·
4 De Greef ·
5 Filipović ·
6 Lievens ·
7 De Cuyper ·
8 Weydisch ·
9 Martin ·
10 Janssens ·
11 Van Damme ·
12 Čerimagić ·
13 Nelis ·
14 Glouftsis ·
15 Van Steenbrugghe ·
16 Bael ·
17 Bogaerts ·
18 Van Belle ·
19 De Neve ·
20 Shkodra ·
21 Ngasseu ·
22 Smet ·
23 Kabeya ·
25 Verhoeven ·
Coach: Desaeyere